# Andrei Nicolae Moldovan
Andrei Nicolae Moldovan (n. 22 noiembrie 1967, Chețani, Mureș) este Episcopul  Covasnei și Harghitei.
A fost desemnat de sinodul mitropolitan al Mitropoliei Clujului drept unul din cei doi candidați pentru funcția vacantă de arhiepiscop al Alba Iuliei. În ședința Sf. Sinod din 19 mai 2011 a obținut 13 voturi, față de cele 29 de voturi obținute de Irineu Pop, care a fost astfel ales în funcție.
Sfântul Sinod al Bisericii Ortodoxe Române l-a ales în data de 5 februarie 2015 în scaunul Episcopiei Covasnei și Harghitei, cu sediul la Miercurea Ciuc.

## Biografie
Episcopul Andrei Moldovan s-a născut la data de 22.11.1967, în localitatea Cheţani, judeţul Mureş, primul copil al părinților Nicolae şi Maria.
După studiile liceu, în anul 1989 a intrat ca vieţuitor la Mănăstirea Toplița, judeţul Harghita.
La 19 iulie 1990 este tuns în monahism cu numele de Andrei, de către Î.P.S. Andrei al Alba-Iuliei.
La 20 iulie 1990 este hirotonit ierodiacon la Mânăstirea Topliţa de Î.P.S. Antonie Plămădeală al Ardealului.
La 21 noiembrie 1990 este hirotonit ieromonah la Mânăstirea Topliţa de Î.P.S. Andrei al Alba-Iuliei.
La 10 august 1995 este numit stareț la Mânăstirea Făgeţel, judeţul Harghita de către P.S. Ioan al Covasnei şi Harghitei.
În anul 1995, împreună cu doi monahi de Mânăstirea Topliţa, a fost transferat de P.S. Ioan la Mânăstirea Făgeţel, mănăstire greu încercată în 1940. Aici a găsit doar biserica mânăstirii, restul fiind distrus.
La 29 august 1999 este hirotesit protosinghel la Mânăstirea Făgeţel, iar la 29 august 2006 este hirotesit arhimandrit la Mânăstirea Făgeţel de către P.S. Ioan al Covasnei şi Harghitei.
În anul 2000 a absolvit Facultatea de Teologie Ortodoxă „Patriarhul Justinian” din Bucureşti.
A urmat, în perioada 2002-2005, studii post-universitare la Facultatea de Teologie Ortodoxă din cadrul Universităţii Aristotel din Salonic, Grecia.
La 1 octombrie 2005 este numit Exarh al mânăstirilor din Episcopia Covasnei şi Harghitei, post pe care l-a ocupat până la hirotonirea sa întru arhiereu.
În această perioadă, 1995-2008, P.C. Andrei a condus lucrările de refacere a acestei mânăstiri: pictura bisericii, clopotniţa, corp-chilii, arhondaric, gospodărie anexă.
Tot în această perioadă a reuşit aici, într-o zonă unde românii sunt minoritari, să adune o obşte de vieţuitori, pe unii îndemnându-i spre şcolile teologice din ţară.
În cadrul lucrărilor Sfântului Sinod din data de 8-9 iulie 2008, desfăşurate la Palatul Patriarhiei din Bucureşti, P.Cuv. Arhim. Andrei Moldovan a fost ales în postul de episcop vicar al Arhiepiscopiei Sibiului, cu titlul de Fărărășanul, post rămas liber odată cu alegerea Prea Sfinţitului Părinte Dr. Visarion Bălțat în demnitatea de episcop al nou înfiinţatei Episcopii a Tulcii.
La 15 august 2008, de praznicul Adormirii Maicii Domnului, a fost hirotonit întru arhiereu la Mânăstirea Brâncoveanu de la Sâmbăta de Sus.
în anul 2011 a fost desemnat de sinodul mitropolitan al Mitropoliei Clujului drept unul din cei doi candidați pentru funcția vacantă de arhiepiscop al Alba Iuliei. În ședința Sf. Sinod din 19 mai 2011 a obținut 13 voturi, față de cele 29 de voturi obținute de Irineu Pop, care a fost astfel ales în funcție.
Sfântul Sinod al Bisericii Ortodoxe Române l-a ales în data de 5 februarie 2015 în scaunul Episcopiei Covasnei și Harghitei, cu sediul la Miercurea Ciuc.
În martie 2015 a fost intronizat ca episcop al Covasnei şi Harghitei.